# 호안끼엠호
호안끼엠 호수(Hồ Hoàn Kiếm, 還劍湖)는 베트남 하노이의 호안끼엠에 있는 호수이다. 호안끼엠(還劍)이라는 말은 반납한 검이라는 의미로 호금(Hồ Gươm, Sword Lake)이라는 이름으로 불리기도 한다. 이 호수는 고도 하노이의 주요 명물 중의 하나이며, 이곳 사람들의 중심지이기도 하다.

## 개요
원래는 홍강의 잦은 범람 과정에서 생겨난(그리고 홍 강과도 이어져 있었던) 룩투이 호수(hồ Lục Thuỷ, 緑水湖)가 호안끼엠 호수와 수군호(水軍湖)로 나뉘었다(수군 호수에는 베트남 수군의 훈련장이 있었지만 이후 호수는 매립되었다).

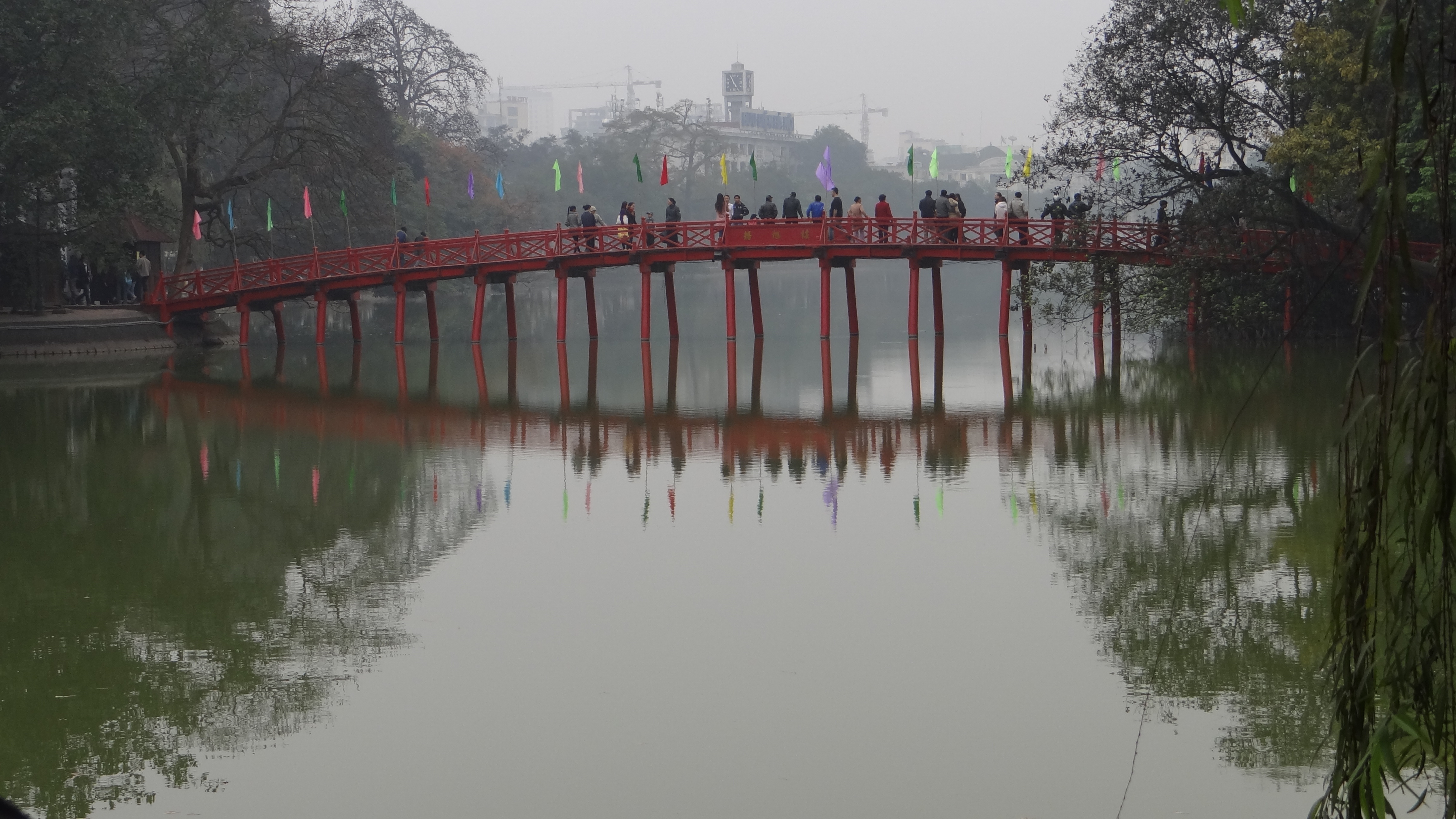
응옥썬 사당으로 통하는 테훅교

호안끼엠 호숫가 북쪽 가까운 곳에 있는 작은 섬에는 18세기에 세워진 응옥선 사당(玉山祠)이 있는데, 13세기 원나라의 침공을 격퇴한 명장 쩐흥다오와 문창제, 1864년에 사찰 수리를 맡았던 담당자로 유학자이자 작가였던 원문초(阮文超) 등을 제사지내고 있으며, 사당이 있는 섬 사이에 붉게 칠해진 나무 교량인 테훅교(棲旭橋)가 있어 걸어갈 수 있게 되어 있다. 이 곳 주변의 산책로에는 통킹 의숙 광장이 있다.

## 호안끼엠 호수의 거북
전설에 따르면 대월국 후 레 왕조의 태조가 된 레러이(黎利)가 호수에서 용왕의 보검을 얻었고 이 검으로 명나라와의 람선 봉기에서 승리하고 자신의 왕조를 세웠다. 그 뒤 태조 레러이는 호수 위에서 금빛 거북을 만났는데, 태조에게 스스로를 용왕의 사자라 밝힌 거북은 평화가 찾아왔으니 앞서 용왕께서 주셨던 보검을 돌려주도록 계시했고, 태조는 호수 한복판에서 가까운 작은 섬에 그 보검을 묻었다. 이후 호수는 오늘날과 같은 호안끼엠(還劍)이라는 이름으로 불리게 되었고, 검을 묻은 섬에는 훗날 거북을 기리는 탑이 세워졌다. 호안끼엠 호수의 전설은 수상인형극으로도 각색되기도 했다.

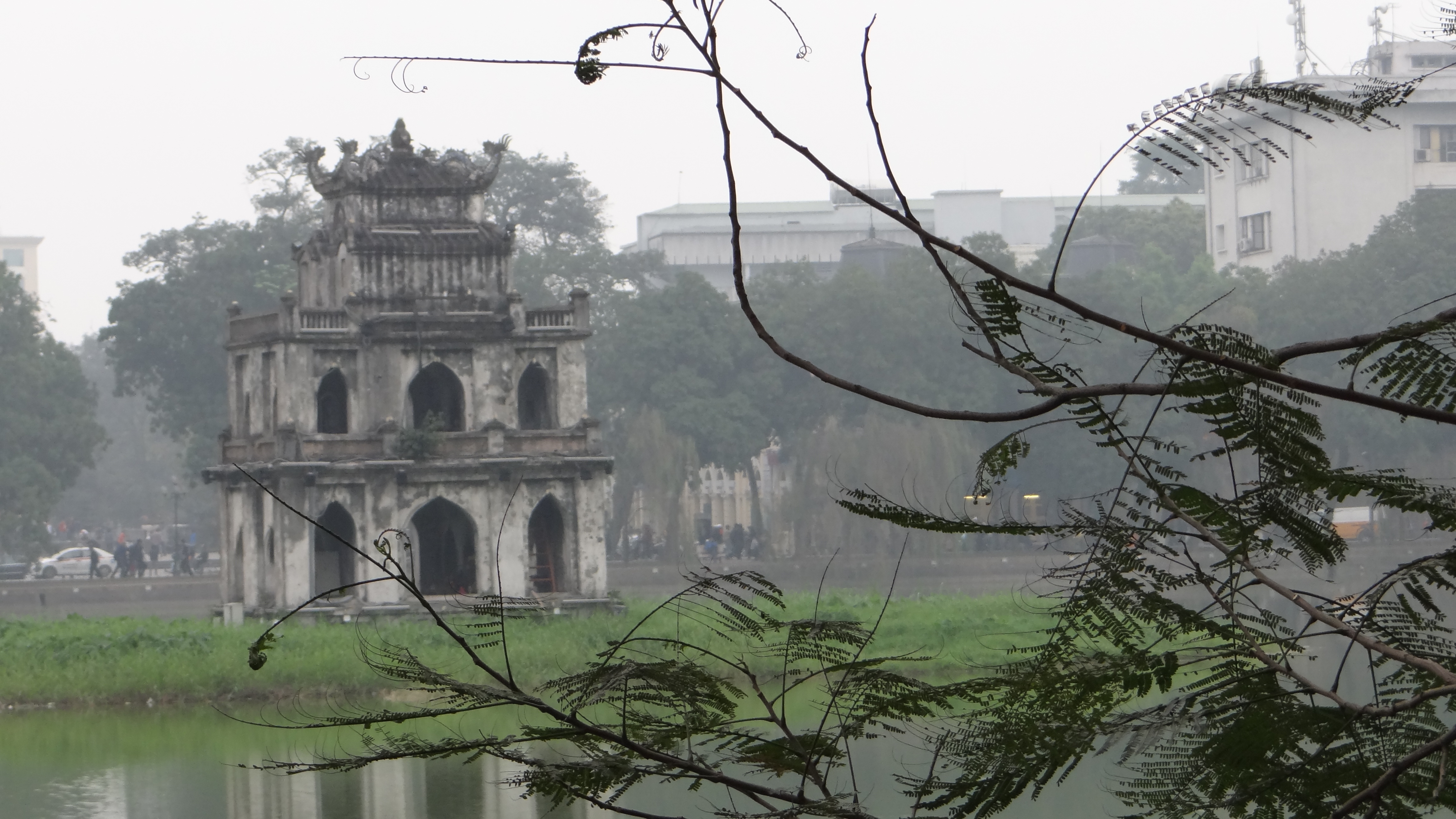
거북을 위해 세운 탑. 호안끼엠 호수의 한복판에 위치하고 있다.

호수에 서식하는 자이언트 양쯔자라 및 대형 거북은 전설에 등장한 황제의 이름을 따서 "라페투스 레러이(Rafetus leloii)"라 명명되었다. 이 종은 서식지 소멸로 멸종위기에 놓였으며, 호수 속에 몇 마리나 살고 있는지 개체수도 확인되지 않았다. 1968년 호수에서 250kg의 대형 거북이 발견되었는데 당시 이 거북은 전설에 등장하는 거북으로 여겨져 그 박제가 응옥선 사당에 모셔지기도 했다. 박제의 크기는 길이 210cm에 너비 120cm이다.
호안끼엠 호수의 거북은 2000년 빌 클린턴 미국 대통령의 방문과 2002년 중국 장쩌민 당시 주석의 방문 때에도 호수에 모습을 드러내었다. 2009년 10월 10일에도 나타났는데, 공교롭게도 2009년은 하노이가 프랑스로부터 해방된 55주년 기념일이자, 리 왕조가 하노이에 수도를 정한지 999년이 되는 해였다. 2011년 4월 3일에도 호안끼엠 호수에 다시 대형 거북이 나타났는데, 길이 1ｍ, 지름 80cm, 무게 169kg의 이 거북은 발견 당시 피부병을 앓고 있었고 하노이 시는 피부병을 앓고 있던 이 거북에 대한 3개월의 정밀 치료 이후 7월 12일에 다시 호안끼엠 호수로 거북을 돌려보냈다.
2014년 4월, 몸무게 약 200kg의 자이언트 양쯔자라가 상처입은 채 발견되어 치료 목적으로 포획되었다.
2016년 1월 19일, 호안끼엠 호수의 거북이 죽은 채로 발견되었다. 한 시민이 죽은 거북을 발견하고 관계 당국에 알렸다. 이 거북이 살아있는 채로 관측된 마지막 날짜는 2015년 12월 21일이었다.

## 같이 보기
- 안남국왕
- 자이언트 양쯔자라
- 후레왕조